# Sebastián Herrera Barnuevo

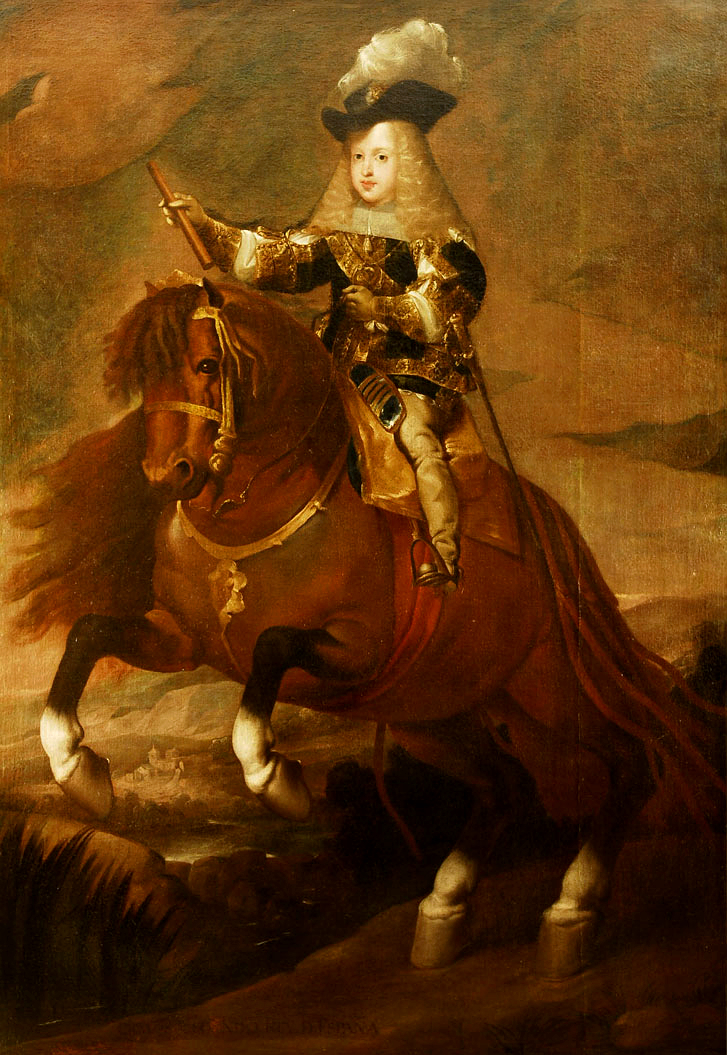
Retrato ecuestre de Carlos II niño, h. 1670, mercado anticuario

Sebastián de Herrera Barnuevo (Madrid, 1619-Madrid, 1671) fue un arquitecto, escultor y pintor barroco español.

## Biografía
Nacido en Madrid, recibió las primeras enseñanzas de su padre, el escultor Antonio de Herrera. Entró en el taller de Alonso Cano a los 19 años, siendo el artista granadino su referencia artística.
Bajo la tutela del maestro realizó sus primeros trabajos, como los bocetos y decoraciones para la entrada en la capital de Mariana de Austria en 1649, en los que ya aparecen sus grandes dotes de dibujante y pintor. A partir de este momento, trabajará por su cuenta y se irá introduciendo en el mundo de la arquitectura con trabajos como el retablo de la capilla del Cristo de la iglesia parroquial de San Ginés (1657), a la vez que colabora en la construcción de la capilla de san Isidro en la iglesia de san Andrés de Madrid.
Su maestría irá creciendo y con ella el número de encargos, como el nuevo diseño barroco de los jardines y fuentes del Real Sitio de Aranjuez (1660), lo que le valdrá su nombramiento de Ayuda de Furriera de la Casa Real, y más importante todavía, de Maestro Mayor de las Obras Reales a la muerte de José de Villarreal en 1662. Recién estrenado su cargo realizó el Ochavo de la capilla del convento de Nuestra Señora de Atocha y su retablo mayor. Su creciente ocupación en la construcción no fue impedimento para seguir realizando monumentos, pinturas y decoraciones, como el túmulo funerario para honrar la muerte de Felipe IV en 1665.
En 1667 obtuvo el nombramiento de Pintor de cámara del rey Carlos II, tras la muerte de Juan Bautista Martínez del Mazo, gracias a sus excelentes retratos, y recibió el encargó de trazar la que sería su obra arquitectónica más importante, la iglesia y convento de Santa María la Real de Montserrat, en la calle de San Bernardo, en Madrid.
Antes de su fallecimiento en 1671 fue nombrado conserje de El Escorial, lo que indica la importancia de su carrera cortesana, igual que había hecho Velázquez.
Por último, en el mismo 1671, pocos meses antes de morir, se le designó supervisor de los proyectos para la construcción del nuevo Puente de Toledo.
Son pocas las obras que nos han llegado de mano de este artista multidisciplinar, ya que la mayoría se perdieron en saqueos, incendios, guerras y desamortizaciones. Se conservan varios retablos diseñados por él en la iglesia del Carmen Calzado de Madrid y una de sus mejores pinturas,  La Sagrada Familia, en la colegiata de san Isidro de la misma ciudad.